# Ringgit
Ringgit Malaysia (còn được gọi là đồng Đôla Malaysia), là đơn vị tiền tệ chính thức của Malaysia. Một ringgit được chia thành 100 sen (xu) và có ký hiệu là MYR.

## Lịch sử
Ngày 12 tháng 6 năm 1967, đồng Đôla Malaysia thay thế cho đồng Đôla của xứ Malaya và Borneo thuộc Anh. Đồng đô-la Malaysia là đồng tiền mới được phát hành bởi ngân hàng trung ương mới, Ngân hàng Negara Malaysia.
Cho đến năm 1973, đồng Đôla Malaysia có thể trao đổi ngang giá với Đôla Singapore và Đôla Brunei.

## Tiền kim loại

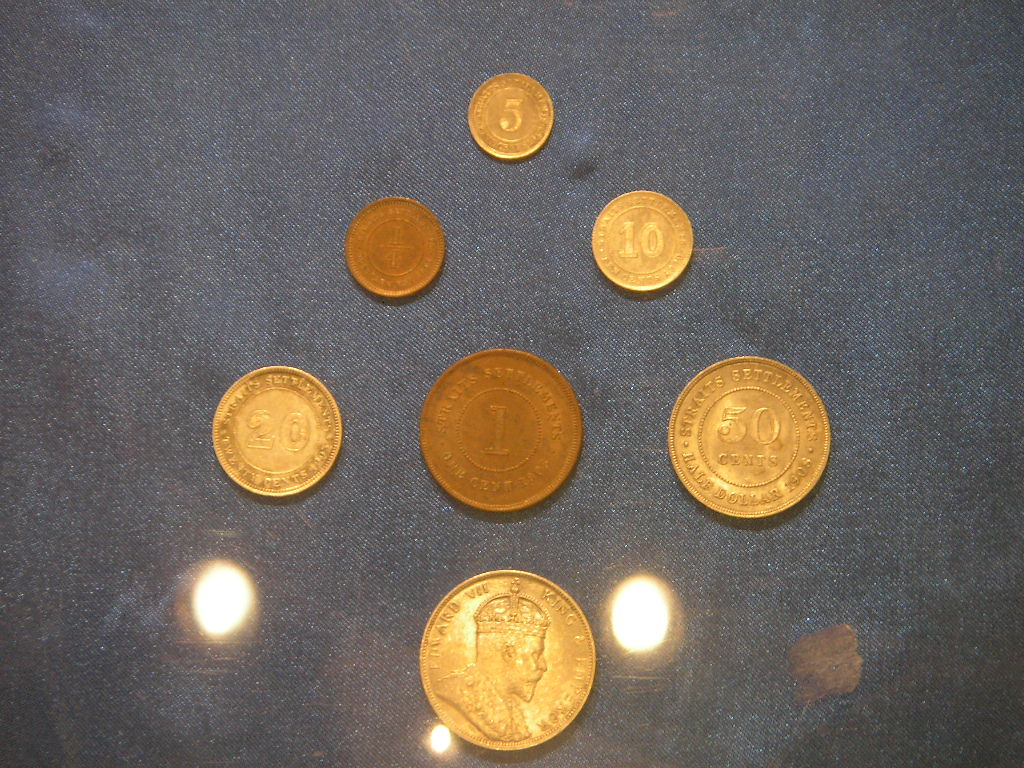
Một số đồng thời nữ hoàng Victoria

### Xê ri đầu tiên
| Loạt đầu tiên Lưu trữ ngày 17 tháng 4 năm 2013 tại Wayback Machine | Loạt đầu tiên Lưu trữ ngày 17 tháng 4 năm 2013 tại Wayback Machine | Loạt đầu tiên Lưu trữ ngày 17 tháng 4 năm 2013 tại Wayback Machine | Loạt đầu tiên Lưu trữ ngày 17 tháng 4 năm 2013 tại Wayback Machine | Loạt đầu tiên Lưu trữ ngày 17 tháng 4 năm 2013 tại Wayback Machine | Loạt đầu tiên Lưu trữ ngày 17 tháng 4 năm 2013 tại Wayback Machine | Loạt đầu tiên Lưu trữ ngày 17 tháng 4 năm 2013 tại Wayback Machine | Loạt đầu tiên Lưu trữ ngày 17 tháng 4 năm 2013 tại Wayback Machine |
| Giá trị                                                            | Thông số kỹ thuật                                                  | Thông số kỹ thuật                                                  | Miêu tả                                                            | Miêu tả                                                            | Miêu tả                                                            | Ngày                                                               | Ngày                                                               |
| Giá trị                                                            | Đường kính                                                         | Chất liệu                                                          | Cạnh                                                               | Mặt trước                                                          | Mặt sau                                                            | Đúc lần đầu                                                        | Phát hành                                                          |
| ------------------------------------------------------------------ | ------------------------------------------------------------------ | ------------------------------------------------------------------ | ------------------------------------------------------------------ | ------------------------------------------------------------------ | ------------------------------------------------------------------ | ------------------------------------------------------------------ | ------------------------------------------------------------------ |
| 1 sen                                                              | 18 mm                                                              | Đồng                                                               |                                                                    | Nhà Quốc hội một ngôi sao 13 cánh và trăng lưỡi liềm               | Tên bang, giá trị, năm đúc                                         | 1967                                                               | 12 tháng 6 1967                                                    |
| 1 sen                                                              | 18 mm                                                              | Thép mạ đồng                                                       |                                                                    | Nhà Quốc hội một ngôi sao 13 cánh và trăng lưỡi liềm               | Tên bang, giá trị, năm đúc                                         | 1973                                                               | ?                                                                  |
| 5 sen                                                              | 16 mm                                                              | Đồng trắng                                                         |                                                                    | Nhà Quốc hội một ngôi sao 13 cánh và trăng lưỡi liềm               | Tên bang, giá trị, năm đúc                                         | 1967                                                               | 12 tháng 6 1967                                                    |
| 10 sen                                                             | 19 mm                                                              | Đồng trắng                                                         |                                                                    | Nhà Quốc hội một ngôi sao 13 cánh và trăng lưỡi liềm               | Tên bang, giá trị, năm đúc                                         | 1967                                                               | 12 tháng 6 1967                                                    |
| 20 sen                                                             | 23 mm                                                              | Đồng trắng                                                         |                                                                    | Nhà Quốc hội một ngôi sao 13 cánh và trăng lưỡi liềm               | Tên bang, giá trị, năm đúc                                         | 1967                                                               | 12 tháng 6 1967                                                    |
| 50 sen                                                             | 28 mm                                                              | Đồng trắng                                                         |                                                                    | Nhà Quốc hội một ngôi sao 13 cánh và trăng lưỡi liềm               | Tên bang, giá trị, năm đúc                                         | 1967                                                               | 12 tháng 6 1967                                                    |
| 50 sen                                                             | 28 mm                                                              | Đồng trắng                                                         | Khắc chữ                                                           | Nhà Quốc hội một ngôi sao 13 cánh và trăng lưỡi liềm               | Tên bang, giá trị, năm đúc                                         | 1971                                                               | ?                                                                  |
| $1                                                                 | 33 mm                                                              | Đồng trắng                                                         | Khắc chữ "BANK NEGARA MALAYSIA"                                    | Nhà Quốc hội và một ngôi sao 14 cánh và trăng lưỡi liềm            | Tên bang, giá trị, năm đúc                                         | 1971                                                               | 1 tháng 5 1971                                                     |
| Loạt thứ hai Lưu trữ ngày 3 tháng 3 năm 2012 tại Wayback Machine   |                                                                    |                                                                    |                                                                    |                                                                    |                                                                    |                                                                    |                                                                    |
| 1 sen                                                              | 18 mm                                                              | Đồng điếu mạ thép                                                  |                                                                    | Rebana ubi (loại trống cổ truyền)                                  | Tên ngân hàng, giá trị, năm đúc                                    | 1989                                                               | 4 tháng 9 1989                                                     |
| 5 sen                                                              | 16 mm                                                              | Đồng trắng                                                         |                                                                    | Gasing                                                             | Tên ngân hàng, giá trị, năm đúc                                    | 1989                                                               | 4 tháng 9 1989                                                     |
| 10 sen                                                             | 19 mm                                                              | Đồng trắng                                                         |                                                                    | Congkak                                                            | Tên ngân hàng, giá trị, năm đúc                                    | 1989                                                               | 4 tháng 9 1989                                                     |
| 20 sen                                                             | 23 mm                                                              | Đồng trắng                                                         |                                                                    | Sirih và kapur                                                     | Tên ngân hàng, giá trị, năm đúc                                    | 1989                                                               | 4 tháng 9 1989                                                     |
| 50 sen                                                             | 28 mm                                                              | Đồng trắng                                                         |                                                                    | Wau                                                                | Tên ngân hàng, giá trị, năm đúc                                    | 1989                                                               | 4 tháng 9 1989                                                     |
| $1                                                                 | 24 mm                                                              | Đồng-kẽm-thiếc                                                     |                                                                    | Keris với songket ở phần nền                                       | Tên ngân hàng, "$1", năm đúc                                       | 1989                                                               | 4 tháng 9 1989                                                     |
| $1                                                                 | 24 mm                                                              | Đồng-kẽm-thiếc                                                     |                                                                    | Keris với songket ở phần nền                                       | Tên ngân hàng, "1 ringgit", năm đúc                                | 1993                                                               |                                                                    |
| Bản mẫu:Standard coin table notice                                 |                                                                    |                                                                    |                                                                    |                                                                    |                                                                    |                                                                    |                                                                    |

Vào ngày 7 tháng 12 năm 2005, tiền kim loại RM1 đã bị hủy bỏ và rút khỏi lưu thông. Điều này một phần là do các vấn đề với việc tiêu chuẩn hóa (hai phiên bản tiền xu khác nhau đã được đúc) và giả mạo.
Ba loại tiền xu thoi vàng, "Kijang Emas" (kijang (một loại nai) là logo chính thức của Ngân hàng Negara Malaysia) cũng được phát hành với giá trị danh nghĩa RM 50, RM 100 và RM 200. Loại tiền này đã được phát hành ra 7 tháng 7 năm 2001 bởi Ngân hàng Negara Malaysia và do Royal Mint of Malaysia Sdn Bhd đúc.  Giá mua và bán lại của Kijang Emas được giá thị trường vàng quốc tế đang lưu hành xác định.

## Tiền giấy
Bank Negara Malaysia đã phát hành tiền giấy dollar Malaysia lần đầu vào tháng 6 năm 1967 với các mệnh giá $1, $5, $10, $50 và $100. Mệnh giá $1000 đã được phát hành lần đầu năm 1968. Tiền giấy Malaysia đã luôn luôn mang hình ảnh của Tuanku Abdul Rahman, Yang di-Pertuan Agong đầu tiên của Malaysia.
Các máy ATM thường cho ra giấy bạc RM50, hoặc hiếm hoi hơn, giấy bạc RM10 cùng với giấy bạc RM50.
Giấy bạc Malaysia đã từ lâu theo một mã màu xuất phát từ thời thuộc địa. Các mệnh giá thấp hơn thì kiểm mẫu này được Singapore và Brunei áp dụng theo và khi Bank Negara giới thiệu lần đầu giấy bạc RM2 nó sao chép màu hoa cà của tờ giấy bạc 2 dollar Singapore.
- RM1 - xanh da trời
- RM2 - hoa cà (không còn lưu hành nữa)
- RM5 - xanh lá cây
- RM10 - đỏ
- RM20 - nâu/trắng (không còn lưu hành nữa)
- RM50 - xanh lá cây/xám
- RM100 - tím
- RM500 - cam (không còn lưu hành nữa)
- RM1000 - xanh dương/xanh lá cây (không còn lưu hành nữa)

### Seri thứ ba
Xê ri hiện tại và lần thứ 3 đã được phát hành với các thiết kế.

### Kỷ niệm thế vận hội
Để tưởng niệm Thế vận hội Khối thịnh vượng chung năm 1998 ở Kuala Lumpur, một loại tiền polymer RM50 đã được phát hành, đánh dấu việc Malaysia sử dụng tiền giấy polymer lần đầu tiên. Tiền mệnh giá này hiếm khi được thấy trong giao dịch hàng ngày mà người ta chỉ sưu tập làm kỷ niệm.